# 前所镇
前所镇，是中华人民共和国辽宁省葫芦岛市绥中县下辖的一个乡镇级行政单位。2019年被评为中国文化百强镇。

## 行政区划
前所镇下辖以下地区：
前所社区、前所村、牛羊村、大柳村、何家村、小松村、杨家村、大赵村、洪家村、韩家村和大架子村。